# Haas VF-16
O Haas VF-16 é o carro da equipe Haas F1 Team para a Temporada de Fórmula 1 de 2016, e o primeiro carro da história da equipe na categoria, ele foi lançado no dia 21 de Fevereiro e será pilotado pelo franco-suiço Romain Grosjean e pelo mexicano Esteban Gutiérrez.

## Pré-Temporada[2]
Para um time que terminou a construção do carro dias antes, apenas, do primeiro treino da pré-temporada, depois de construir sua sede nas instalações da ex-Marussia, em Banbury, Inglaterra, e conectá-la com a matriz da organização da Haas em Kannapolis, na Carolina do Norte, Estados Unidos, o resultado dos oito dias de treinos surpreendeu positivamente. Gene Haas, o proprietário, é sócio de Tony Stewart na Stewart-Haas Racing, vitorioso time da Sprint Cup, a principal série da Nascar.
O carro, VF-16-Ferrari tem muito do modelo deste ano de Vettel e Raikkonen, como a unidade motriz, o sistema de transmissão, a suspensão traseira, o volante, dentre outros componentes. O grupo sob a coordenação do chefe do time, o italiano Guenther Steiner, produziu com os engenheiros da Dallara o monocoque, como manda o regulamento, a suspensão dianteira e a linha geral do carro, concebida no túnel de vento da Ferrari.
Romain Grosjean e Esteban Gutierrez tiveram problemas no carro nos oito dias, naturais, em especial no sexto dia, em que a Haas não deixou os boxes. Gutierrez saiu, sentiu o motor cortar, voltou e não mais saiu. Na verdade a falha foi da Ferrari, pois o pescador de gasolina não a sugava do tanque, algo semelhante ao enfrentado por Kimi Raikkonen, no terceiro dia.
Mas em vários dias o VF-16 se mostrou confiável, como no último da primeira série, em que o piloto mexicano deu 89 voltas e no sétimo, com o francês completando 78 voltas.
No quesito velocidade, a Haas demonstrou ter produzido um monoposto que, se for bem desenvolvido, não ocupará a última colocação do grid, como talvez fosse de se esperar de uma estreante na complexa F1.

## Desempenho
Única novata no grid, a Haas começa sua empreitada de um degrau superior às estreantes anteriores, graças à profunda parceria técnica com a Ferrari. No entanto, a falta de experiência em uma F1 tão complexa como a de hoje ainda pesa no primeiro projeto.

## Estatísticas
| Romain Grosjean | X              | Esteban Gutierrez |
| 29              | Pontos         | 0                 |
| 0               | Vitórias       | 0                 |
| 0               | Pole Positions | 0                 |
| 0               | Volta Rápida   | 0                 |
| 0               | Pódios         | 0                 |
| 3               | Abandonos      | 5                 |